# Christopher Plummer
Arthur Christopher Orme Plummer, mais conhecido como Christopher Plummer (Toronto, 13 de dezembro de 1929 — Weston, 5 de fevereiro de 2021), foi um ator canadense. Sua carreira durou sete décadas, ganhando reconhecimento por suas atuações no cinema, na televisão e no palco. Plummer fez sua estreia na Broadway em 1954 e continuou a atuar em papéis principais no palco interpretando Cyrano de Bergerac em Cyrano (1974), Iago em Othello, bem como interpretando papéis titulares em Hamlet at Elsinore (1964), Macbeth, Rei Lear e Barrymore. Plummer também atuou nas produções teatrais J.B., No Man's Land e Inherit the Wind.
Plummer nasceu em Toronto e cresceu em Senneville, Quebec. Depois de aparecer no palco, ele fez sua estréia no cinema em Stage Struck (1958), de Sidney Lumet, e foi aclamado por sua atuação como Capitão Georg von Trapp no filme musical The Sound of Music (1965) ao lado de Julie Andrews.
Plummer recebeu vários prêmios por seu trabalho, incluindo um Oscar, dois Primetime Emmy Awards, dois Tony Awards, um Globo de Ouro, um Screen Actors Guild Award, e um British Academy Film Award. Ele é um dos poucos artistas a ter recebido a Tríplice Coroa de Atuação, e o único canadense. Ele ganhou o Oscar de Melhor Ator Coadjuvante aos 82 anos para Beginners (2010), tornando-se, na época, a pessoa mais velha a ganhar um prêmio de atuação (recorde que foi superado por Anthony Hopkins em 2021) e foi indicado aos 88 anos por  All the Money in the World, tornando-o a pessoa mais velha a ser indicada em uma categoria de ator.

## Primeiros anos
Arthur Christopher Orme Plummer nasceu em 13 de dezembro de 1929, em Toronto, Ontário. Ele era o único filho de John Orme Plummer, que vendia ações e títulos, e sua esposa Isabella Mary (nascida Abbott), que trabalhava como secretária do Reitor de Ciências na Universidade McGill, e era neta do primeiro-ministro canadense Sir John Abbott. Do lado paterno, o tio-avô de Plummer era o advogado de patentes e agente F. B. Fetherstonhaugh. Plummer também era primo de segundo grau do ator britânico Nigel Bruce, conhecido por interpretar o Doutor Watson para Sherlock Holmes de Basil Rathbone.
Os pais de Plummer se divorciaram logo após seu nascimento, e ele foi criado principalmente por sua mãe na casa da família Abbott em Senneville, Quebec, nos arredores de Montreal. Ele falava inglês e francês fluentemente. Ainda na escola, ele começou a estudar para ser um pianista concertista, mas desenvolveu um amor pelo teatro desde muito jovem, e começou a atuar enquanto estudava na High School of Montreal. Ele começou a atuar após assistir ao filme Henry V de Laurence Olivier (1944). Ele aprendeu o básico de atuar como um aprendiz no Montréal Repertory Theatre, onde o colega de Montreal William Shatner também estudou.
Plummer nunca frequentou a faculdade, algo de que se arrependeu por toda a vida. Embora sua mãe e a família de seu pai tivessem laços com a Universidade McGill, ele nunca foi aluno da McGill.
Em 1946, ele chamou a atenção do crítico de teatro do Montreal Gazette, Herbert Whittaker, com sua atuação como Sr. Darcy na produção de Orgulho e Preconceito da Montreal High School. Whittaker também foi diretor de palco amador do teatro Montreal Repertory e escalou Plummer aos 18 anos como Édipo em La Machine infernale de Jean Cocteau.

## Carreira

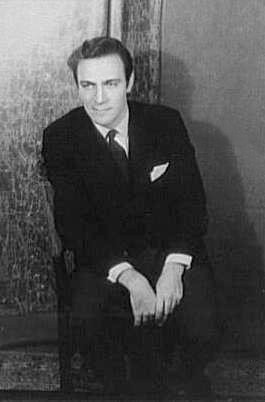
Fotografia de Carl van Vechten, 1959

### Anos 1950
Edward Everett Horton contratou Plummer para aparecer como Gerard no road show de 1953 da produção de Nina, de André Roussin, um papel originado na Broadway por David Niven, em 1951.
Plummer fez sua estréia na televisão canadense na produção de Othello, da Canadian Broadcasting Corporation, em fevereiro de 1953, estrelando Lorne Greene como o mouro. Sua estreia na televisão americana também foi em 1953 em um episódio do Studio One intitulado The Gathering Night, como um artista que encontra o sucesso assim que sua visão começa a falhar. Ele também apareceu ao longo da década de 1950 em vários programas dramáticos como The Alcoa Hour, General Electric Theatre, Kraft Television Theatre e Omnibus, além de séries episódicas. Em 1956, ele apareceu com Jason Robards e Constance Ford em um episódio intitulado A Thief There Was da série de antologia da CBS Appointment with Adventure.
Plummer fez sua estreia na Broadway em janeiro de 1953 em The Starcross Story, um show que terminou na noite de estreia. Sua próxima aparição na Broadway, Home is the Hero, durou 30 apresentações de setembro a outubro de 1954. Ele apareceu em apoio à lenda da Broadway Katharine Cornell e à lenda do cinema Tyrone Power em The Dark Is Light Enough, que durou 69 apresentações de fevereiro a abril de 1955. A peça percorreu várias cidades, com Plummer servindo como substituto de Power.
Mais tarde naquele mesmo ano, ele apareceu em seu primeiro sucesso da Broadway, ao lado de Julie Harris (que ganhou um Tony Award) em The Lark, de Jean Anouilh. Depois de aparecer em Night of the Auk, que não foi um sucesso, Plummer apareceu J.B. (uma bem-sucedida produção de Elia Kazan da peça ganhadora do Prêmio Pulitzer, de Archibald MacLeish). Plummer foi indicado para seu primeiro Tony como Melhor Ator em Teatro (J.B. também ganhou Tonys como Melhor Peça e pela direção de Kazan.). Ele apareceu como Jason ao lado de Dame Judith Anderson na adaptação que Robinson Jeffers fez de Medea no Theatre Sara Bernhardt em Paris, em 1955. Também em 1955, ele interpretou Marco Antonio em Júlio César e Fernando em A Tempestade no American Shakespeare Festival (Stratford, Connecticut). Ele voltou ao American Shakespeare Festival em 1981 para interpretar o papel-título em Henry V.

### Anos 1960

#### The Sound of Music

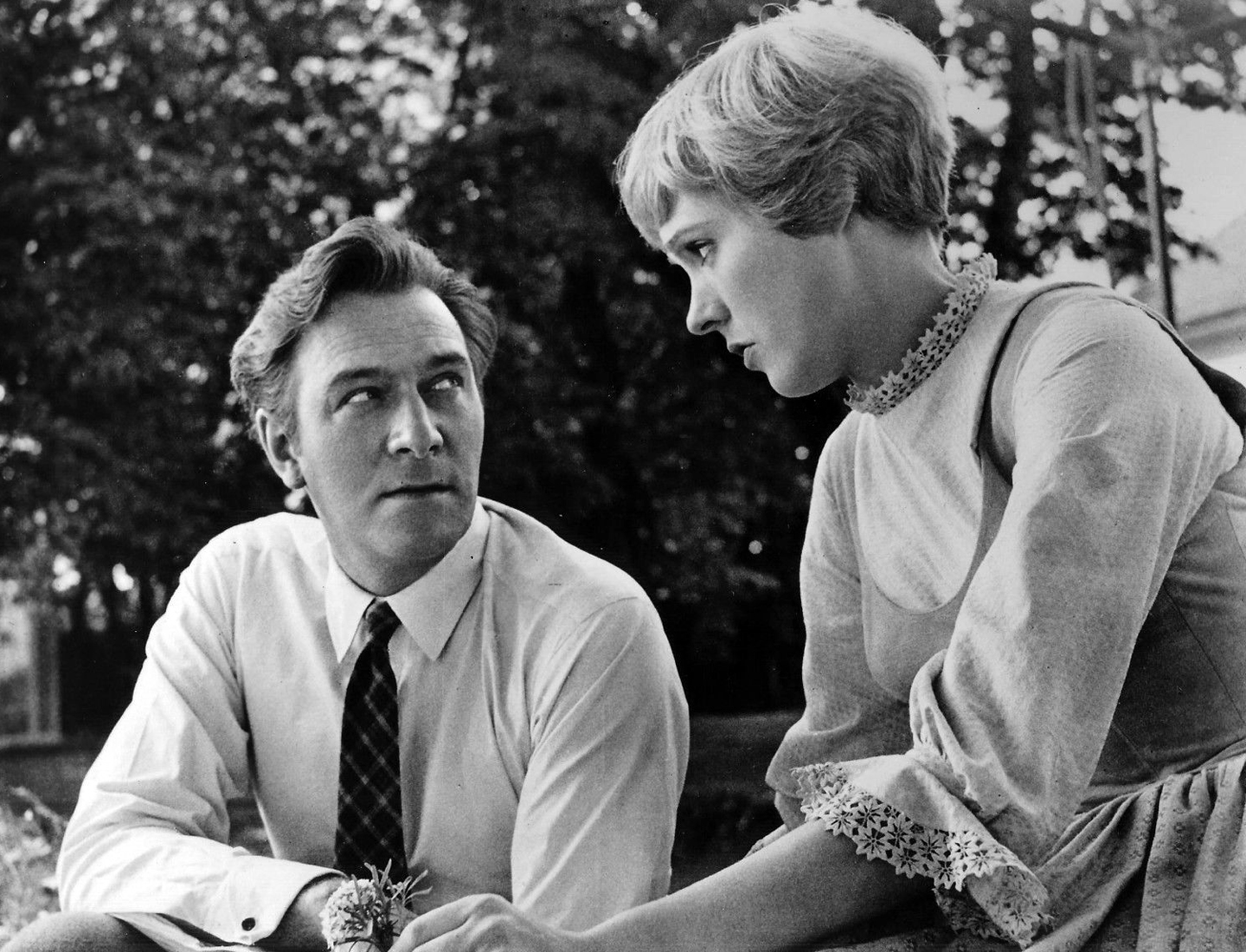
Plummer e Julie Andrews no set de The Sound of Music em Salzburg, 1964

Plummer continua amplamente conhecido por sua interpretação do Capitão Von Trapp devido ao sucesso de bilheteria e à popularidade contínua de The Sound of Music (1965), que ele certa vez descreveu como "tão horrível, sentimental e pegajoso". Ele achou todos os aspectos de fazer o filme desagradáveis, exceto trabalhar com Andrews, e evitou usar seu nome, chamando-o de "aquele filme", "S&M" ou "O Som de Mucus". Ele se recusou a comparecer à reunião do elenco do 40.º aniversário, mas forneceu comentários sobre o lançamento do DVD em 2005. Ele cedeu para o 45.º aniversário e apareceu com o elenco completo no The Oprah Winfrey Show em 28 de outubro de 2010.
Em 2009, Plummer disse que estava "um pouco entediado com a personagem" do Capitão von Trapp. "Embora tenhamos trabalhado duro o suficiente para torná-lo interessante, foi um pouco como açoitar um cavalo morto. E o assunto não é meu. Quer dizer, não pode agradar a todas as pessoas no mundo". No entanto, ele admitiu que o filme em si foi bem feito e se orgulha de estar associado a um filme com tanto apelo de massa. "Mas foi um filme muito bem feito, e é um filme de família e não vimos um filme de família, não acho, nessa escala há muito tempo". Em uma entrevista, ele disse que tinha "memórias incríveis" da realização do filme.

## Outros trabalhos
Plummer também escreveu para teatro, televisão e salas de concerto. Ele e Sir Neville Marriner reorganizaram Henrique V de Shakespeare, com a música de Sir William Walton, como uma peça de concerto. Eles gravaram o trabalho com a orquestra de câmara de Marriner, a Academy of St Martin in the Fields. Ele executou este e outros trabalhos com a Filarmônica de Nova Iorque e orquestras sinfônicas de Londres, Washington, D.C., Cleveland, Filadélfia, Chicago, Minneapolis, Toronto, Vancouver e Halifax. Com Marriner, ele fez sua estréia no Carnegie Hall em seus próprios arranjos da música incidental de Mendelssohn para Sonho de uma Noite de Verão.

## Vida pessoal
Plummer se casou três vezes. Sua primeira esposa foi a atriz Tammy Grimes, com quem se casou em 1956. O casamento durou quatro anos, e eles tiveram uma filha juntos, a atriz Amanda Plummer (nascida em 1957). No entanto, como ele mencionou em sua autobiografia, Plummer foi incapaz de ter muito contato com sua filha durante sua juventude e adolescência, porque sua mãe era inflexível quanto a bloquear o acesso. Ele e Amanda, que era sua única filha, estabeleceram contato depois que ela se tornou adulta e, mais tarde, mantiveram uma relação amigável.
Plummer foi casado em seguida com a jornalista Patricia Lewis de 4 de maio de 1962 até seu divórcio em 1967. Três anos após seu segundo divórcio, Plummer casou-se com a atriz Elaine Taylor em 2 de outubro de 1970. Plummer e Elaine moraram juntos em Weston, Connecticut. Plummer não teve filhos do segundo ou do terceiro casamento.
O livro de memórias de Plummer, In Spite of Myself, foi publicado por Alfred A. Knopf em novembro de 2008. Plummer foi patrono do Theatre Museum Canada.

## Morte
Em 5 de fevereiro de 2021, Plummer morreu em sua casa em Weston, Connecticut, aos 91 anos, após sofrer complicações de uma queda. Sua família divulgou um comunicado anunciando que Plummer havia "morrido pacificamente em sua casa em Connecticut com sua esposa Elaine Taylor ao seu lado".
Após o anúncio de sua morte, sua co-estrela de The Sound of Music, Julie Andrews, prestou homenagem a Plummer, declarando: "O mundo perdeu um ator consumado hoje e eu perdi um amigo querido. Guardo as memórias de nosso trabalho juntos e todo o humor e diversão que compartilhamos ao longo dos anos". Outros que prestaram homenagem a Plummer incluíram Ana de Armas, Jamie Lee Curtis, Katherine Langford, Rian Johnson, Chris Evans e Don Johnson (que colaboraram com ele em Knives Out), bem como William Shatner, Anne Hathaway, Elijah Wood, Vera Farmiga, Ed Asner, Ridley Scott, Simon Pegg, Antonio Banderas, Leonard Maltin, Daniel Dae Kim, George Takei, Russel Crowe e Joseph Gordon-Levitt.
Lou Pitt, seu amigo de longa data e empresário de 46 anos, disse: “Chris era um homem extraordinário que amava profundamente e respeitava sua profissão com grandes maneiras antiquadas, humor autodepreciativo e música de palavras. Ele era um tesouro nacional que apreciava profundamente suas raízes canadenses. Por meio de sua arte e humanidade, ele tocou todos os nossos corações e sua vida lendária durará por todas as gerações vindouras. Ele estará para sempre conosco”.

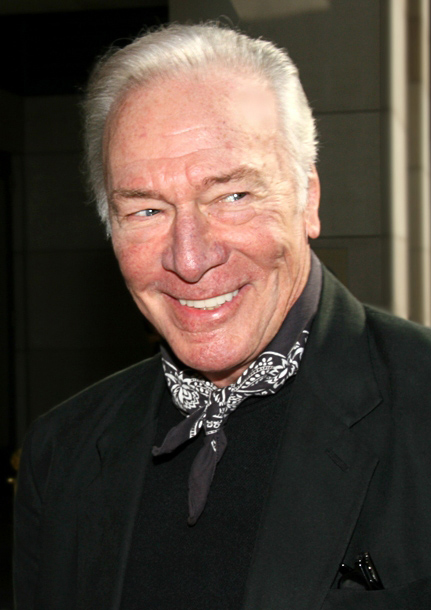
Plummer em 2007

## Filmografia

### Filmes
| Ano  | Título                                      | Papel                          |
| ---- | ------------------------------------------- | ------------------------------ |
| 1958 | Stage Struck                                | Joe Sheridan                   |
| 1958 | Wind Across the Everglades                  | Walt Murdock                   |
| 1964 | The Fall of the Roman Empire                | Commodus                       |
| 1965 | The Sound of Music                          | Captain Georg von Trapp        |
| 1965 | Inside Daisy Clover                         | Raymond Swan                   |
| 1966 | Triple Cross                                | Eddie Chapman                  |
| 1967 | The Night of the Generals                   | Erwin Rommel                   |
| 1967 | Oedipus the King                            | Oedipus                        |
| 1968 | Nobody Runs Forever                         | Sir James Quentin              |
| 1969 | Battle of Britain                           | Colin Harvey                   |
| 1969 | The Royal Hunt of the Sun                   | Atahualpa                      |
| 1969 | Lock Up Your Daughters!                     | Lord Foppington                |
| 1970 | Waterloo                                    | Arthur Wellesley               |
| 1973 | The Pyx                                     | Det. Sgt. Jim Henderson        |
| 1974 | The Happy Prince                            | The Happy Prince               |
| 1975 | The Spiral Staircase                        | Dr. Joe Sherman                |
| 1975 | The Return of the Pink Panther              | Sir Charles Litton             |
| 1975 | Conduct Unbecoming                          | Major Alastair Wimbourne       |
| 1975 | The Man Who Would Be King                   | Rudyard Kipling                |
| 1975 | The Day That Shook the World                | Ferdinand da Austria           |
| 1976 | Aces High                                   | Captain 'Uncle' Sinclair       |
| 1977 | The Assignment                              | Captain Behounek               |
| 1977 | The Disappearance                           | Deverell                       |
| 1978 | The Silent Partner                          | Harry Reikle                   |
| 1978 | International Velvet                        | John Seaton                    |
| 1979 | Starcrash                                   | Imperador                      |
| 1979 | Murder by Decree                            | Sherlock Holmes                |
| 1979 | Hanover Street                              | Paul Sellinger                 |
| 1980 | Somewhere in Time                           | William Fawcett Robinson       |
| 1981 | Eyewitness (filme)                          | Joseph                         |
| 1981 | The Amateur                                 | Professor Lakos                |
| 1983 | O escarlate e o negro                       | coronel Kappler                |
| 1984 | Lily in Love                                | Fitzroy Wynn Roberto Terranova |
| 1984 | Dreamscape                                  | Bob Blair                      |
| 1984 | Highpoint                                   | James Hatcher                  |
| 1984 | Ordeal by Innocence                         | Leo Argyle                     |
| 1986 | The Boy in Blue                             | Knox                           |
| 1986 | The Boss' Wife                              | Mr. Roalvang                   |
| 1986 | An American Tail                            | Henri                          |
| 1986 | The Tin Solder                              | Narrador                       |
| 1986 | Vampire in Venice                           | Prof. Paris Catalano           |
| 1987 | Dragnet                                     | Rev. Jonathan Whirley          |
| 1987 | I Love N.Y.                                 | John Robertson Yeats           |
| 1987 | The Man Who Planted Trees                   | Narrador                       |
| 1987 | The Gnomes' Great Adventure                 | Narrador                       |
| 1988 | Light Years                                 | Metamorphis                    |
| 1988 | Shadow Dancing                              | Edmund Beaumont                |
| 1988 | The Making of a Legend: Gone with the Wind  | Narrator                       |
| 1989 | Souvenir                                    | Ernst Kestner                  |
| 1989 | Mindfield                                   | Doctor Satorius                |
| 1990 | Where the Heart Is                          | Jerry                          |
| 1990 | Red Blooded American Girl                   | Dr. John Alcore                |
| 1990 | Money                                       | Martin Yahl                    |
| 1991 | Firehead                                    | Garland Vaughn                 |
| 1991 | Rock-a-Doodle                               | Duque de Owls                  |
| 1991 | Dragon and Slippers                         | Pelican                        |
| 1991 | Star Trek VI: The Undiscovered Country      | General Chang                  |
| 1992 | Impolite                                    | Naples O'Rorke                 |
| 1992 | Malcolm X                                   | Chaplain Gill                  |
| 1992 | Liar's Edge                                 | Harry Weldon                   |
| 1994 | Wolf                                        | Raymond Alden                  |
| 1994 | Crackerjack                                 | Ivan Getz                      |
| 1995 | Dolores Claiborne                           | Det. John Mackey               |
| 1995 | 12 Monkeys                                  | Dr. Goines                     |
| 1996 | The Conspiracy of Fear                      | Joseph Wakeman                 |
| 1997 | Babes in Toyland                            | Barnaby Crookedman             |
| 1998 | Hidden Agenda                               | Ulrich Steiner                 |
| 1998 | The First Christmas                         | Narrador                       |
| 1998 | Blackheart                                  | Holmes                         |
| 1998 | The Clown at Midnight                       | Mr. Caruthers                  |
| 1999 | Madeline: Lost in Paris                     | Narrador                       |
| 1999 | The Insider                                 | Mike Wallace                   |
| 2000 | Dracula 2000                                | Abraham Van Helsing            |
| 2001 | Lucky Break                                 | Graham Mortimer                |
| 2001 | A Beautiful Mind                            | Dr. Rosen                      |
| 2001 | Full Disclosure                             | Robert Lecker                  |
| 2002 | Ararat                                      | David                          |
| 2002 | Nicholas Nickleby                           | Ralph Nickleby                 |
| 2003 | The Gospel of John                          | Narrador                       |
| 2003 | Blizzard                                    | Santa Claus                    |
| 2003 | Cold Creek Manor                            | Mr. Massie                     |
| 2004 | National Treasure                           | John Adams Gates               |
| 2004 | Alexander                                   | Aristotes                      |
| 2005 | Must Love Dogs                              | Bill Nolan                     |
| 2005 | Syriana                                     | Dean Whiting                   |
| 2005 | The New World                               | Christopher Newport            |
| 2006 | Inside Man                                  | Arthur Case                    |
| 2006 | The Lake House                              | Simon Wyler                    |
| 2007 | Man in the Chair                            | Flash Madden                   |
| 2007 | Closing the Ring                            | Jack Etty                      |
| 2007 | Emotional Arithmetic                        | David Winters                  |
| 2007 | Already Dead                                | Dr. Heller                     |
| 2009 | Caesar and Cleopatra                        | Julius Caesar                  |
| 2009 | Up                                          | Charles Muntz                  |
| 2009 | My Dog Tulip                                | J.R. Ackerley                  |
| 2009 | The Last Station                            | Leo Tolstoy                    |
| 2009 | 9                                           | 1                              |
| 2009 | The Imaginarium of Doctor Parnassus         | Dr. Parnassus                  |
| 2010 | Beginners                                   | Hal Fields                     |
| 2011 | Priest                                      | Monsignor Orelas               |
| 2011 | Barrymore                                   | John Barrymore                 |
| 2011 | The Girl with the Dragon Tattoo             | Henrik Vanger                  |
| 2013 | The Legend of Sarila                        | Croolik                        |
| 2014 | Elsa & Fred                                 | Fred Barcroft                  |
| 2014 | Hector and the Search for Happiness         | Professor Coreman              |
| 2014 | The Forger                                  | Joseph Cutter                  |
| 2015 | Danny Collins                               | Frank Grubman                  |
| 2015 | Pixies                                      | Pixie King                     |
| 2015 | Remember                                    | Zev Guttman/Otto Wallisch      |
| 2016 | The Exception                               | Kaiser Wilhelm                 |
| 2016 | Howard Lovecraft and the Frozen Kingdom     | Dr. West                       |
| 2017 | Howard Lovecraft & the Undersea Kingdom     | Dr. West / The Pixie King      |
| 2017 | The Man Who Invented Christmas              | Ebenezer Scrooge               |
| 2017 | The Star                                    | King Herod                     |
| 2017 | All the Money in the World                  | J. Paul Getty                  |
| 2018 | Boundaries                                  | Jack Jaconi                    |
| 2018 | Howard Lovecraft and the Kingdom of Madness | Dr. Jeffrey West               |
| 2019 | Cliffs of Freedom                           | Thanasi                        |
| 2019 | Knives Out                                  | Harlan Thrombey                |
| 2019 | The Last Full Measure                       | Frank Pitsenbarger             |

### Televisão
| Ano     | Título                                            | Papel                                |
| ------- | ------------------------------------------------- | ------------------------------------ |
| 1953    | Broadway Television Theatre                       | Michael O'Leary                      |
| 1955    | Kraft Television Theatre                          | Robert Carr                          |
| 1955    | Producers' Showcase                               | Christian de Neuvillette             |
| 1956    | General Electric Theater                          | Walter Shelley                       |
| 1956    | The Alcoa Hour                                    | Bruce Quealy                         |
| 1957–58 | Omnibus                                           | Thomas Mendip/Oedipus                |
| 1957–61 | DuPont Show of the Month                          | Various Roles                        |
| 1958    | Little Moon of Alban                              | Kenneth Boyd                         |
| 1959    | Johnny Belinda                                    | Dr. Jack Pelletier                   |
| 1959    | A Doll's House                                    | Torvald Helmer                       |
| 1959    | The Philadelphia Story                            | Mike Connor                          |
| 1960    | NBC Sunday Showcase                               | Oliver Wendell Holmes, Jr.           |
| 1960    | Captain Brassbound's Conversion                   | Brassbound                           |
| 1961    | Playdate                                          | Ele mesmo                            |
| 1961    | Time Remembered                                   | Prince Albert                        |
| 1962    | Cyrano de Bergerac                                | Cyrano de Bergerac                   |
| 1964    | Hamlet at Elsinore                                | Hamlet                               |
| 1968    | The Secret of Michelangelo                        | Narrador (voz)                       |
| 1971    | Don Juan in Hell                                  | Don Juan                             |
| 1974    | Witness to Yesterday                              | Arthur Wellesley, Duke of Wellington |
| 1974    | After the Fall                                    | Quentin                              |
| 1976    | The Moneychangers                                 | Roscoe Heyward                       |
| 1977    | Silver Blaze                                      | Sherlock Holmes                      |
| 1977    | Jesus of Nazareth                                 | Herod Antipas                        |
| 1979    | Riel                                              | Sir John A. Macdonald                |
| 1980    | Desperate Voyage                                  | Burrifous                            |
| 1980    | The Shadow Box                                    | Brian                                |
| 1981    | When the Circus Came to Town                      | Duque Real                           |
| 1981    | Dial M for Murder                                 | Mark Halliday                        |
| 1982    | Little Gloria... Happy at Last                    | Reginald Claypoole Vanderbilt        |
| 1983    | The Scarlet and the Black                         | Herbert Kappler                      |
| 1983    | The Thorn Birds                                   | Vittorio Contini-Verchese            |
| 1983    | Prototype                                         | Dr. Carl Forrester                   |
| 1985    | Rumpelstiltskin                                   | Narrador (voz)                       |
| 1986    | Crossings                                         | Armand DeVilliers                    |
| 1986    | Spearfield's Daughter                             | Lord Jack Cruze                      |
| 1987    | A Hazard of Hearts                                | Sir Giles Staverley                  |
| 1987    | The Cosby Show                                    | Jonathan Lawrence                    |
| 1987    | The World of David the Gnome                      | Narrador                             |
| 1988–91 | Madeline                                          | Narrador                             |
| 1989    | Nabokov on Kafka                                  | Vladimir Nabokov                     |
| 1990    | A Ghost in Monte Carlo                            | Duque Ivan                           |
| 1990–93 | Counterstrike                                     | Alexander Addington                  |
| 1991    | Young Catherine                                   | Sir Charles Williams                 |
| 1991    | A Marriage: Georgia O'Keeffe and Alfred Stieglitz | Alfred Stieglitz                     |
| 1991    | Berlin Lady                                       | Wilhem Speer                         |
| 1991    | The First Circle                                  | Victor Abakumov                      |
| 1992    | Secrets                                           | Mel Wexler                           |
| 1993    | A Stranger in the Mirror                          | Clifton Lawrence                     |
| 1993–95 | Madeline                                          | Narrador (voz)                       |
| 1995    | Harrison Bergeron                                 | John Klaxon                          |
| 1996    | We the Jury                                       | Wilfred Fransiscus                   |
| 1996    | Skeletons                                         | Reverendo Carlyle                    |
| 1997    | The Arrow                                         | George Hees                          |
| 1998    | Winchell                                          | Franklin D. Roosevelt                |
| 2000    | Nuremberg                                         | Sir David Maxwell-Fyfe               |
| 2000    | The Dinosaur Hunter                               | Hump Hinton                          |
| 2000    | Possessed                                         | Hume                                 |
| 2000    | American Tragedy                                  | F. Lee Bailey                        |
| 2001    | Leo's Journey                                     | Narrador (voz)                       |
| 2001    | On Golden Pond                                    | Norman Thayer                        |
| 2002    | Night Flight                                      | 'Flash' Harry Peters                 |
| 2002    | Agent of Influence                                | John Watkins                         |
| 2003    | Odd Job Jack                                      | Magnus the Maker                     |
| 2005    | Our Fathers                                       | Bernard Law                          |
| 2005    | Miracle Planet                                    | Narrador (voz)                       |
| 2006    | American Experience                               | Narrador/James Tyrone                |
| 2008    | The Summit                                        | P.J. Aimes                           |
| 2013    | Muhammad Ali's Greatest Fight                     | John Marshall Harlan II              |
| 2019    | Departure                                         | Howard Larson                        |
| 2020    | Jeopardy! The Greatest of All Time                | Ele mesmo - Video Clue Presenter     |

### Teatro
| Ano  | Titulo                           | Papel               | Notas                                | Ref.                                                |
| ---- | -------------------------------- | ------------------- | ------------------------------------ | --------------------------------------------------- |
| 1954 | The Starcross Story              | George Phillips     | Royale Theatre, Broadway             |                                                     |
| 1954 | Home is the Hero                 | Manchester Monagham | Booth Theatre, Broadway              |                                                     |
| 1955 | The Dark is Light Enough         | Peter Zichy         | ANTA Theatre, Broadway               |                                                     |
| 1955 | The Lark                         | Warwick             | Longacre Theatre, Broadway           |                                                     |
| 1956 | Night of the Auk                 | Lewis Roheman       | Playhouse Theatre, Broadway          |                                                     |
| 1958 | J.B.                             | Nickles             | ANTA Playhouse, Broadway             |                                                     |
| 1963 | The Resistible Rise of Arturo Ui | Arturo Ui           | Lunt-Fontanne Theatre, Broadway      |                                                     |
| 1965 | The Royal Hunt of the Sun        | Francisco Pizarro   | ANTA Theatre, Broadway               | 1971 National Theatre Dirigido por Laurence Olivier |
| 1973 | The Good Doctor                  | Performer           | Eugene O'Neill Theatre, Broadway     |                                                     |
| 1974 | Cyrano                           | Cyrano de Bergerac  | Palace Theatre, Broadway             |                                                     |
| 1978 | Drinks Before Dinner             | Edgar               | The Public Theatre, Off-Broadway     |                                                     |
| 1982 | Othello                          | Iago                | Winter Garden Theatre, Broadway      |                                                     |
| 1988 | Macbeth                          | Macbeth             | Mark Hellinger Theatre, Broadway     |                                                     |
| 1994 | No Man's Land                    | Spooner             | Roundabout Theater Company, Broadway | [ 44 ]                                              |
| 1997 | Barrymore                        | John Barrymore      | Music Box Theatre, Broadway          | [ 45 ]                                              |
| 2004 | King Lear                        | King Lear           | Vivian Beaumont Theatre, Broadway    | [ 46 ]                                              |
| 2007 | Inherit the Wind                 | Henry Drummond      | Lyceum Theatre, Broadway             | [ 47 ]                                              |

### Video games
| Ano  | Título                      | Papel (Voz)         | Notas  |
| ---- | --------------------------- | ------------------- | ------ |
| 2000 | Star Trek: Klingon Academy  | General Chang       |        |
| 2009 | Up                          | Charles Muntz (voz) |        |
| 2011 | The Elder Scrolls V: Skyrim | Arngeir (voz)       | [ 48 ] |
| 2017 | The Long Dark               | Narrador            |        |

## Prêmios e indicações
Oscar

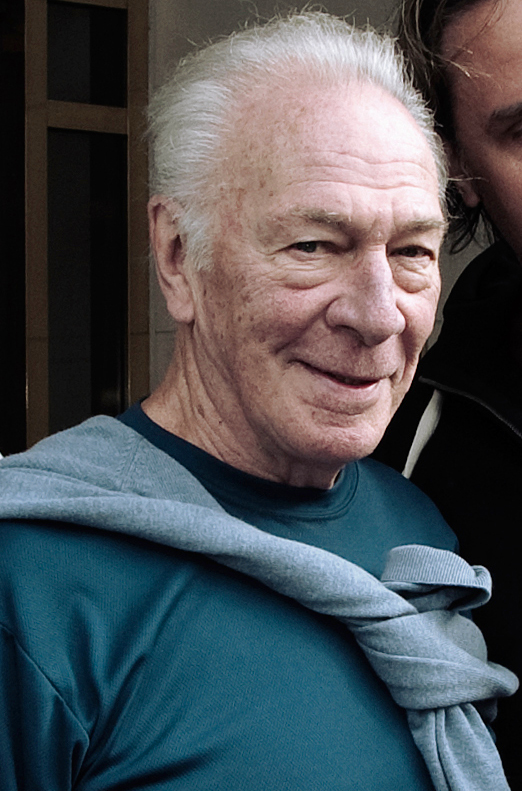
Plummer no Toronto International Film Festival em 2009

- 2018 - Indicado por All the Money in the World - Melhor Ator Coadjuvante
- 2012 - Venceu por Beginners - Melhor Ator Coadjuvante
- 2010 - Indicado por The Last Station - Melhor Ator Coadjuvante

Emmy Awards
- 2005 - Indicado por Our Fathers - melhor ator coadjuvante
- 1994 - Vencedor - Madeline - melhor colocação de voz
- 1983 - Indicado por Thorn Birds - melhor ator coadjuvante de telessérie
- 1977 - Vencedor - Arthur Hailey's the Moneychangers - melhor ator
- 1966 - Indicado por Hamlet - melhor ator
- 1959 - Indicado por  Hallmark Hall of Fame - melhor ator

Globo de Ouro
- 2018 - Indicado por All the Money in the World - Melhor Ator Coadjuvante em Cinema
- 2012 - Vencedor por Beginners - Melhor Ator Coadjuvante em Cinema
- 2010 - Indicado por The Last Station - Melhor Ator Coadjuvante em Cinema
- 2001 - Indicado por American Tragedy - Melhor Ator em Minissérie ou Telefilme